# 樋口恵仁
樋口 恵仁（ヒグチ ケイジン、旧姓　小野寺、1923年～）は新潟県の詩人、装丁家であり、「えちご豆本」の主催者。

## 経歴
元国鉄職員であり、駅鈴を研究していた。マレーシアで覚えた民謡「ブンガワン・ソロ」を愛する。
第二次世界大戦に出兵する以前、詩集内で「あのひと」と称される女性と万代橋のたもとで会う約束をしていたが、戦後会えることはなかった。

## 作品
出版されている本の一覧（URLは図書館で閲覧可能なもの）
- 【秋の風景 】 詩集　幼灯社　1956年発行　https://ci.nii.ac.jp/ncid/BA90163582
- 【良寛】越後屋書房 昭和43年/1968年発行 限定百部 函入 胸像象嵌 サイズ約7.8×9.2×1.5cm
- 【少年】詩集　越後屋書房 1972年発行 (えちご豆本)　https://ndlsearch.ndl.go.jp/books/R100000001-I15111100034587
- 【あのひと抄】詩集　越後屋書房 1978年発行　https://ndlsearch.ndl.go.jp/books/R100000001-I15111100034712
- 【巴屋しみぬき店】昭和62年/1987年発行　105頁　カバー付
- 【下伊場野村残照 】 詩集　越後屋書房　1992.10発行　https://ndlsearch.ndl.go.jp/books/R100000002-I000002262384
- 【暦日 】詩集　越後屋書房　1992.10発行　https://ndlsearch.ndl.go.jp/books/R100000002-I000002223533
- 【遍歴 】 詩集・自叙伝　2003発行　限定300部　カバー付　142頁　https://ndlsearch.ndl.go.jp/books/R100000001-I15111107597196

編集に関わったえちご豆本
- 【にいがた建物】越後屋書房 1963 (えちご豆本)
- 【にいがた坂】えちご豆本の会 1963 (えちご豆本)
- 【佐渡】越後屋書房 1966 (えちご豆本)
- 【にいがたのおもかげ】越後屋書房 1967 (えちご豆本)

作品【女王のボタン】

いつの間にか
女王のボタンは無くなっていた

南の国で終戦をむかえると
わずかな衣服と
日用品を詰め込んだ袋だけ持ち
短期間ごとの移動を繰り返し
強いられるはげしい労働に堪えた

どこへ行っても宿泊するところは
夜空が透けて見えるバラックで
植物の葉で編んだ薄い敷物に
戦友と体をよせ合い
つかれをいやす日々が続く

そうした日常の中で
果物の女王といわれる
マンゴスチーンの種を三つぶほど
紙切れに包み　袋のすみに入れ
いつも大切に持ち歩いた

指先に乗るほどに小さく
扁平で丸く焦茶色で
あやしい数本の白い縞模様があり
軽くて風に飛びそうな
品のよいかわいらしい種子

〈女王のボタン〉とひとり名付け
ときに　そっと取りだしてながめ
すさんでくる心をいやしながら
移動を繰り返しているうち
いつか宝物の種子は袋から失せていた

気品とやさしさに満ちていた
南の国で別れた女王のボタンよ
知らない土地で根をおろし
亭々と葉を広げているだろうか
共に過ごした日々を覚えているだろうか

## 引用元
- https://iss.ndl.go.jp/books?any=%E6%A8%8B%E5%8F%A3%E6%81%B5%E4%BB%81&op_id=1
- http://webcatplus.nii.ac.jp/webcatplus/details/creator/10279.html